# Харченко, Виктор Кондратьевич
Ви́ктор Кондра́тьевич Ха́рченко (18 [31] июля 1911, Жмеринка — 10 января 1975, Белорусская ССР) — советский военачальник, маршал инженерных войск (1972).

## Молодые годы
Родился в крестьянской семье в городе Жмеринка. Украинец. Окончил в городе Лебедин школу и профшколу в 1928 году, приобрёл специальность «столяр-станочник», по этой специальности работал на предприятиях в Сумах и в Харькове. В 1929 году приехал в Ленинград, работал фрезеровщиком на заводе «Красная Заря», одновременно стал комсомольским активистом, был секретарём комсомольской ячейки цеха, членом заводского комитета комсомола. С 1931 года был на комсомольской работе в тресте «Лентрамвай». Был участником IX съезда ВЛКСМ, проходившего 16-26 января 1931 года в Москве. Член ВКП(б) с 1931 года.
В октябре 1932 году по партийной путёвке направлен в Рабоче-крестьянскую Красную армию. Окончил с отличием электротехнический факультет Военной электротехнической академии связи РККА в 1938 году. Как один из лучших выпускников был оставлен в академии, был начальником курса, затем начальником учебной части и заместителем начальника инженерно-электроэнергетического факультета академии. В составе группы курсантов и преподавателей академии был отправлен на фронт советско-финской войны. Был отличным спортсменом-лыжником, чемпионом РККА по прыжкам с трамплина в 1937—1940 годах и серебряным призёром чемпионата СССР в 1938 году.

## Великая Отечественная война
В боях Великой Отечественной войны с 9 августа 1941 года в звании военинженера 3-го ранга (соответствовало общевойсковому званию «капитан»). Для создания вокруг Москвы системы электризуемых заграждений было организовано при штабе Западного фронта управление специальных работ, начальником штаба которого был назначен Харченко. Всего по фронту линия заграждений простиралась на 150 километров, начинаясь на север у Хлебниково, шла западнее Нахабино и Красной Пахры и оканчивалась на юге в районе Подольска. В истории военного дела это был первый случай использования электризуемых заграждений в таких масштабах. Кроме тго исполнял обязанности коменданта гарнизона Научно-исследовательского военно-инженерного института Красной Армии. Также занимался минированием мостов и важных объектов при отступлении советских войск, а при наступлении — их разминированием и восстановлением, активно участвовал в битве за Москву. В конце ноября 1941 г. Сталиным И. В. был подписан приказ о формировании первых инженерно-сапёрных бригад специального назначения, предназначенных для устройства и преодоления различных, прежде всего минно-взрывных, заграждений. Управление специальных работ было ликвидировано и с декабря 1941 года майор Харченко был назначен начальником штаба 33-й отдельной инженерно-саперной бригады специального назначения Западного фронта. На вооружении бригады состояло несколько типов мин: противотанковые ТМ-35, ТМ-41, телеуправляемые фугасы Ф-10. Мин и взрывателей заводского производства не хватало, поэтому было налажено собственное производство, а также разработана самодельная выпрыгивающая осколочная мина. После разминирования территории вокруг Москвы подполковнику Иоффе М. Ф. было предложено сформировать бригады на Юго-Западном фронте, поэтому с июня 1942 года майор Харченко перевели заместителем командира 16-й отдельной инженерной бригады специального назначения на Юго-Западном и Сталинградском фронтах. 8 июля 1942 года в результате налёта авиации была выведена из строя переправа в районе Богучар-Бычек. Бомбами было повреждено полотно моста и подожжены машины с взрывчатыми веществами. Майор Харченко с военкомом старшим батальонным комиссаром Давыдовым по своей личной инициативе принял командование тушением пожара и восстановлением переправы. Он остановил бегущую толпу и стал сталкивать горящие автомашины в воду. После восстановления порядка сапёры сделали сопряжение разрушенной части моста с баржей и таким образом удалось сохранить порядок и не допустить затора. Во время второго налёта авиации взрывом был выброшен с моста в реку. За эти действия награжден Орденом Красного Знамени. После Сталинградской битвы за массовый героизм личного состава в апреле 1943 г. бригада первой в Красной Армии получила гвардейское звание и стала именоваться 1-й отдельной гвардейской инженерной бригадой специального назначения. 23 июня 1943 года на лесной опушке, рядом с начинающим желтеть пшеничным полем, густо расцвеченным ярко-синими васильками, четкими квадратами выстроились батальоны. Вручать знамя приехали член Военного совета Центрального фронта генерал-лейтенант Телегин К. Ф., начальник инженерных войск фронта генерал-майор Прошляков А. И., начальник штаба инженерных войск фронта полковник Концевой З. А. и другие генералы и офицеры. Вместе с ними прибыли к нам известный поэт Долматовский Е. А. и композитор Блантер М. И. Генерал-лейтенант Телегин произнес краткую речь. Пунцовое бархатное знамя с профилем великого Ленина, преклонив колено, принимали командир бригады гвардии полковник Иоффе, заместитель командира бригады по политической части подполковник Коробчук и Харченко. Затем батальоны прошли торжественным маршем перед трибуной, на которой находилось наше гвардейское Знамя. В стальных касках, с автоматами на груди, чеканя шаг, шли минеры-гвардейцы, прославившие бригаду в жестоких боях под Сталинградом, готовые к новым сражениям.
В мае 1943 года вместе с бригадой был переброшен на Центральный фронт и участвовал в строительстве минных и инженерных заграждений на предстоящих местах немецкого наступления в Курской битве, а затем и в самом сражении. В наградном листе к второму Ордену Красного знамени указывалось, что подполковник Харченко «Лично руководил рядом частных операций. Является высоко грамотным в тактическом и специальном отношении командиром, будучи смелым и решительным всегда обеспечивал отличное выполнение заданий командования. В период ведения боев на Орловско-Курском направлении находясь в частях бригады организовал их действия по отражению яростных атак танков противника. Своими смелыми и решительными действиями показывая лично пример гвардейского мужества и отваги добился отличных действий частей бригады. только за период с 5 по 8 июля 1943 года было подорвано более 100 танков и до 2000 солдат и офицеров противника».
Затем отличился при обороне плацдармов в ходе битвы за Днепр. Особо отличился в организации действий бригады в наступлении от рубежа Севск-Рыльск до Днепра, в отражении крупных атак противника юго-западнее Жлобина в полосе 65-й армии и других операциях войск 1-го Белорусского фронта. В этих операциях части бригады, действиями которых руководил лично подполковник Харченко, нанесли противника значительный урон в живой силе и танках и получили высокую оценку командования. Бригада была награждена орденом Суворова. Только в операциях по отражению атак в районе Колыбань, Хоромное, северо-восточнее Чернобыля и юго-западнее Жлобина было подорвано более 150 танков противника. Действия бригады в этих операциях отмечены в приказах Верховного Главнокомандующего.
С июля 1944 года — заместитель командира 1-й отдельной гвардейской мотоинженерной бригады, в этой должности участвовал в Висло-Одерской и Берлинской операциях. Во время овладения частями 47-й армии крепостью Прага бригада Харченко из минёров и огнемётчиков уничтожила 20 ДЗОТов и 2 танка, чем значительно способствовала успеху. Окончил войну в звании полковника. Несколько раз был ранен и контужен.

## Послевоенное время
После войны до осени 1945 года занимался разминированием территории и объектов в Германии, затем переведён в штаб инженерных войск РККА. В 1949 году окончил Высшую военную академию имени К. Е. Ворошилова и назначен начальником инженерных войск 8-й гвардейской армии (ГСОВГ). С января 1951 года — начальник НИИ инженерных войск. С ноября 1953 года — начальник инженерного комитета инженерных войск Советской Армии. С мая 1961 года — заместитель начальника, а с 5 февраля 1965 года — начальник инженерных войск Министерства обороны СССР. Генерал-полковник инженерных войск (7.05.1966). Воинское звание маршал инженерных войск присвоено 16 декабря 1972 года. Активный сторонник идеи формирования специальных войск.
Внёс большой вклад в развитие инженерных войск, в оснащение их новой техникой, средствами инженерного вооружения. Автор ряда научных статей по теории и практике инженерного обеспечения боя и операции, по истории инженерных войск, а также мемуаров. 
Погиб 10 января 1975 года при исполнении служебных обязанностей: при работе на полевых учениях в Белорусском военном округе войск вертолёт Ми-8, в котором находился маршал, при наборе высоты внезапно потерял скорость и сорвался в крутое пикирование с высоты свыше 100 метров. Похоронен на Новодевичьем кладбище в Москве.

## Воинские звания[7]
- Военинженер 3 ранга;
- Майор — 1942;
- Подполковник — 1943;
- Полковник — 1944;
- Генерал-майор инженерных войск — 31.05.1954;
- Генерал-лейтенант инженерных войск — 09.05.1961;
- Генерал-полковник инженерных войск — 07.05.1966;
- Маршал инженерных войск —16.12.1972.

## Награды
- Пять орденов Красного Знамени (27.09.1942, 21.07.1943, 17.07.1945, 21.08.1953, 22.06.1968);
- Орден Кутузова 2-й степени (05.11.1944);
- Орден Отечественной войны 1-й степени (17.10.1944);
- Орден Отечественной войны 2-й степени (30.04.1943);
- Орден Трудового Красного Знамени;
- Орден Красной Звезды (24.06.1948);
- Медали СССР, в т. ч. медаль «За боевые заслуги» (03.11.1944), Медаль «За отвагу на пожаре», Медаль «За оборону Москвы», Медаль «За оборону Сталинграда», Медаль «За взятие Берлина», Медаль «За освобождение Варшавы»

Награды иностранных государств
- Офицерский крест Ордена Возрождения Польши (ПНР, 6.10.1973)
- Два Креста Храбрых (ПНР, 24.04.1946, 19.12.1968)
- Орден «9 сентября 1944 года» I степени с мечами (НРБ, 14.09.1974)
- Орден «За боевые заслуги» (МНР, 6.07.1972)
- Медаль «За Варшаву 1939—1945» (ПНР, 27.04.1946)
- Медаль «90 лет со дня рождения Георгия Димитрова» (НРБ, 1974)
- Медаль «За укрепление дружбы по оружию» в золоте (ЧССР, 20.03.1970)
- Медаль «Китайско-советская дружба» (КНР)
- Медаль «30 лет Халхин-Гольской Победы» (МНР, 15.08.1969)
- Медаль «50 лет Монгольской Народной Армии» (МНР, 15.03.1971)
- Медаль «50 лет Монгольской Народной Революции» (МНР, 1971)

### Спортивные
- Мастер спорта СССР
- Серебряный призёр Чемпионата СССР 1938 года по прыжкам на лыжах с трамплина

## Сочинения
- Харченко В. К. «…специального назначения». — М.: Воениздат, 1973.
- Харченко В. К. Инженерные войска. // Военно-исторический журнал. — 1975. — № 5. — С.71-77.

## Память
- В 1975 года имя маршала инженерных войск В.К. Харченко было присвоено Каменец-Подольскому высшему военно-инженерному командному училищу (в 1995 году расформировано).
- Бюст маршала установлен в Центральном научно-исследовательском институте имени Д. М. Карбышева.